# Тавариш, Алвару Родригиш да Силва
Алвару Родригиш да Силва Тавариш (порт. Álvaro Rodrigues da Silva Tavares, 2 марта 1915, Понта-ду-Сол, Португалия — ?) — португальский юрист и колониальный администратор, генерал-губернатор Анголы (1960—1961).

## Биография
Окончил юридический факультет Лиссабонского университета. Работал адвокатом.
Работал заместителем прокурора Португальской Гвинеи, муниципальным судьей в Манике (Мозамбик), судьей в Луанде (Ангола).
- 1946—1956 гг. — генеральный прокурор португальского Гоа,
- 1957—1958 гг. — губернатор Гвинеи,
- 1958—1960 гг. — государственный секретарь министерства по делам заморских территорий,
- 1961—1962 гг. — генерал-губернатор Анголы,
- 1962 г. — секретарь Совета по делам заморских территорий,
- 1964—1969 гг. — уполномоченный правительства в банке Banco Nacional Ultramarino (BNU),
- 1970—1974 гг. — председатель Верховного административного суда.

Затем являлся корпоративным адвокатом.
Избирался депутатом португальского парламента.